# Trésor de Montségur
Le Trésor de Montségur est un trésor supposé à Montségur en Ariège, qui aurait été mis en lieu sûr par les cathares du Toulousain, réfugiés dans le château de Montségur, avant la prise de la forteresse par les croisés en mars 1244. Au delà de la légende, aucune trace n'a été trouvée de ce trésor mystérieux qui est donné, selon les auteurs, comme un trésor de l'église cathare ou encore le trésor mythologique du Saint-Graal.

## L'origine d'une légende: la reddition des cathares du château de Montégur en mars 1244
Le pasteur protestant Napoléon Peyrat, historien du catharisme, est à l'origine avec la publication de son ouvrage Histoire des Albigeois en 1870, de la mise en lumière d'un « trésor » évacué en mars 1244 du château de Montségur,  et qui serait le  « trésor des cathares ».
À partir de 1232, l’Église cathare du Toulousain est réfugiée au château de Montségur avec son « trésor » constitué des dons et legs de ses fidèles. L'existence de ce « trésor » est attestée par plusieurs dépositions devant l’inquisiteur Ferrier en avril et mai 1244. Pierre-Roger de Mirepoix et son cousin Germain Raimond de Péreille, co-seigneurs du château commandent alors la défense de la forteresse.
En mars 1244, le château de Montségur en Ariège où se sont réfugié des Cathares, est assiégé par des croisés avec à leur tête le sénéchal de Carcasonne Hugues des Arcis. Les hérétiques finissent par se rendre et près de deux cents sont jugés et brûlés, mais selon des témoignages devant les inquisiteurs, vers Noël 1243 deux hommes ont quitté le château avec un trésor constitué des legs à l'église cathare qu'ils ont caché dans une grotte fortifiée du Sabarthès. la veille de l'attaque et de la reddition du château de Montségur, quatre autres hommes s'évadent du château avec des parchemins et bien d'autres objets précieux et récupèrent la partie du trésor caché dans la grotte. Ils vont ensuite mettre le trésor en lieu sûr dans un château des environs (le château d'Usson (Ariège) à Rouze ou le château de Montréal-de-Sos à Auzat),,.
On retrouve la trace de deux des quatre évadés en Italie, ce qui a fait supposer qu'ils avaient pour mission d'amener le trésor en Lombardie auprès communautés cathares languedociennes en exil à Crémone, Pavie ou Plaisance,, mais aucune hypothèse sur le contenu de ce trésor supposé (pièces de monnaie, objets de valeur servant au culte, précieux manuscrits etc.) et sur ce qu'il est devenu n'a pu être confirmée par une quelconque découverte.

## Un trésor au contenu mystérieux
Au gré des époques et des auteurs, différentes hypothèses ont été émises sur la nature de ce trésor. Aucune de ces suppositions n'a été appuyée par la moindre preuve.

### Le trésor d'or et d'argent de l'église cathares
Imbert de Salles déclare devant les inquisiteurs que vers Noël 1243, deux hommes, Pierre Bonnet, diacre de Toulouse et Mathieu quittèrent le château « avec de l'or, de l'argent et une grande quantité de monnaie » provenant de legs à l'église cathare.
Selon Jacques Madaule, « Il y avait , chez les fauteurs d'hérésie , des quaestores ou depositarii qui conservaient l'argent de l'Eglise. Car celle- ci qui, bien entendu, ne pouvait plus songer, comme naguère, à posséder des biens au soleil, se faisait verser par ses fidèles des redevances et des dons en argent. Cela dut produire des sommes relativement considérables, qui étaient accumulées dans le château de Montségur, dont elle constituaient le fameux trésor.  »,,.
Certains auteurs ont avancé l'idée que ce trésor d'or et d'argent a probablement été mis à l'abris en Italie , selon d'autres, ils se seraient rendus dans une place forte des environs occupée vraisemblablement par les Templiers.

### Le trésor mythique du Graal
Vers 1930, un universitaire allemand Otto Rahn, qui se présente comme historien et archéologue, identifie sur la base de raccourcis étymologiques discutables le château de Montségur comme le lieu où serait caché le mythique Graal. En 1933 il fait par de sa théorie dans un ouvrage Croisade contre le Graal. Il parvient à intéresser Heinrich Himmler à sa théorie. Après avoir rejoins les SS en mars 1936, il reçoit rapidement la permission de retourner à Montségur pour se consacrer à sa recherche jusqu’à sa démission des SS en 1939. Heinrich Himmler envoie  ensuite en 1939 au château de Montségur une vingtaine de soldats SS sous l'ordre d'un capitaine pour y chercher une trace quelconque du Graal. Leur recherches ne donnent aucun résultat,.
Depuis, de nombreux ouvrages mélangeant légendes, traditions et suppositions, ont cherché à lier le  mythe du Graal au trésor supposé du château de Montségur.